# R2-D2
R2-D2, conocido como Arturito en Hispanoamérica, es un robot ficticio de la franquicia Star Wars. Creado por George Lucas, el personaje ha aparecido en diez de las once películas de la saga, a excepción de Solo: A Star Wars Story (2018). En varios puntos a lo largo de las cintas, R2, un droide astromecánico, es amigo de C-3PO, Padmé Amidala, Anakin Skywalker, Leia Organa, Luke Skywalker y Obi-Wan Kenobi. 
El actor británico Kenny Baker, interpretó a R2-D2 en las tres películas originales de Star Wars y recibió crédito por el personaje en la trilogía precuela, donde el papel de Baker se redujo ya que R2-D2 fue interpretado principalmente por accesorios controlados por radio y modelos CGI. En la trilogía secuela, Baker fue acreditado como consultor de El despertar de la fuerza; sin embargo, Jimmy Vee también co-interpretó al personaje en algunas escenas. Más tarde, Vee asumió el papel a partir de The Last Jedi. En El ascenso de Skywalker, los titiriteros Hassan Taj y Lee Towersey interpretan el papel de R2-D2, en sustitución de Jimmy Vee, que había desempeñado el papel en las dos películas anteriores. Sus sonidos y efectos vocales fueron creados por el diseñador de sonido Ben Burtt. 
R2-D2 fue diseñado con ilustraciones de Ralph McQuarrie, desarrollado conjuntamente por John Stears y construido por Peteric Engineering. Los droides Empire Strikes Back revisados tenían caparazones de fibra de vidrio construidos por Tony Dyson y su White Horse Toy Company.

## Diseño
La creación de R2-D2 por parte de George Lucas estuvo influenciada por el campesino Matashichi del largometraje de Akira Kurosawa de 1958 The Hidden Fortress (estrenado en Estados Unidos en 1962), aunque su personalidad es completamente opuesta. Lucas y el artista Ralph McQuarrie también se inspiraron en los robots Huey, Dewey y Louie de la película Silent Running de Douglas Trumbull de 1972.
Casi al mismo tiempo que se rodaba Una nueva esperanza, Ray Harryhausen ya había creado "Bubo" para la película Furia de titanes de 1981. En la película, Bubo es un búho mecánico de metal que vuela pesadamente y se comunica mediante trinos y silbidos. Harryhausen negó una relación.
Según dice George Lucas «R2-D2 surgió cuando estábamos doblando American Graffiti. Una noche nos quedamos a trabajar hasta tarde y estábamos buscando el Rollo 2, Diálogo 2 (en inglés, Reel 2, Dialogue 2). De repente alguien gritó "R2-D2". Tanto a Walter Murch, que estaba mezclando la película, como a mí, nos gustó tantísimo ese nombre que decidimos quedarnos con él».
R2-D2 significa Second Generation Robotic Droid Series-2, según una enciclopedia de Star Wars publicada después del estreno de la película Star Wars. Tony Dyson, propietario del estudio de efectos especiales The White Horse Toy Company, recibió el encargo del supervisor de efectos especiales Brian Johnson de fabricar el diseño mecánico revisado de The Empire Strikes Back, fabricando varias unidades operadas por control remoto. Baker utilizó varios, y dos eran modelos dobles hechos para la escena en la que el droide fue disparado desde el pantano hacia la orilla de Dagobah.

## Apariciones

### Saga Skywalker

#### Trilogía original

##### Una Nueva Esperanza
En Star Wars, R2-D2 y C-3PO (Anthony Daniels) se presentan a bordo del Tantive IV, junto con la Princesa Leia (Carrie Fisher) de Alderaan, cuando son perseguidos por Darth Vader (interpretado por David Prowse y expresado por James Earl Jones) a bordo de un Destructor Estelar Imperial. Leia inserta en R2-D2 un disco de información que contiene los planos de la estación de batalla de la Estrella de la Muerte y codifica un mensaje de socorro en el proyector holográfico del droide. Luego, los droides escapan en una cápsula que se estrella en Tatooine cerca de la morada en el desierto del Maestro Jedi Obi-Wan Kenobi (Alec Guinness).
Luego, R2-D2 y C-3PO son secuestrados por Jawas y comprados por Owen (Phil Brown) y Beru Lars (Shelagh Fraser), tío y tía de Luke Skywalker (Mark Hamill). Mientras Luke limpia la arena de los engranajes de R2-D2, descubre un fragmento del mensaje de Leia y quita el perno de sujeción del droide para ver más; Una vez libre del cerrojo, R2 afirma no tener conocimiento del mensaje. Esa noche, R2-D2 abandona la granja para buscar a Obi-Wan. Cuando Owen y Beru son asesinados por soldados de asalto imperiales, Luke se ve obligado a abandonar Tatooine con Obi-Wan, Han Solo (Harrison Ford) y Chewbacca (Peter Mayhew) a bordo del Halcón Milenario para entregar R2-D2 a la Alianza Rebelde. A su llegada a las coordenadas de Alderaan, son atraídos por el rayo tractor de la Estrella de la Muerte y se ven obligados a aterrizar, pero finalmente rescatan a la Princesa Leia. Después de que Vader mata a Obi-Wan, el resto del grupo escapa y entrega los planos de la Estrella de la Muerte a la Alianza Rebelde. Más tarde, R2 sirve como droide de Luke durante el ataque a la estación. R2-D2 sufre graves daños durante la batalla, pero es reparado antes de la ceremonia al final de la película.

##### El Imperio Contraataca
En El Imperio Contraataca, R2-D2 acompaña a Luke a Dagobah, y más tarde a Cloud City, donde ayuda a rescatar y reparar un C-3PO muy dañado y a anular las computadoras de seguridad de la ciudad. También logra reactivar el hiperimpulsor del Halcón Milenario, lo que resulta en un escape de último minuto de las fuerzas imperiales.

##### El Regreso del Jedi
En El retorno del Jedi, R2-D2 desempeña un papel fundamental en el rescate de Luke, Leia y Han de Jabba the Hutt. Más tarde se une al equipo de ataque rebelde en Endor. Sufre graves daños durante la batalla entre las tropas imperiales y los rebeldes, pero es reparado a tiempo para la celebración que marca la destrucción de la segunda Estrella de la Muerte y la caída del Imperio.

#### Trilogía de precuelas

##### La Amenaza Fantasma
En La amenaza fantasma, ambientada 32 años antes de Una nueva esperanza, se retrata a R2-D2 como perteneciente a las fuerzas de defensa de Naboo, uno de los cuatro droides astromecánicos desplegados para tareas de reparación a bordo de la nave estelar de la reina Padmé Amidala (Natalie Portman) mientras intenta superar el bloqueo de la Federación de Comercio. El único superviviente de los cuatro, R2-D2, repara los escudos deflectores y salva el día. Habiendo demostrado su valía, R2-D2 se convierte en parte de la fiesta del Maestro Jedi Qui-Gon Jinn (Liam Neeson) en Tatooine, donde conoce a Anakin Skywalker (Jake Lloyd), de nueve años y C-3PO, a quien Anakin construyó a partir de chatarra. Más tarde aún, sirve como droide astromecánico para el caza estelar de Anakin durante la Batalla de Naboo, ayudando a Anakin a destruir el centro de mando de la Federación de Comercio y liberar el planeta Naboo del control de la Federación. R2-D2, junto con Anakin y el joven Obi-Wan Kenobi (Ewan McGregor), reciben medallas de manos de Padmé y Boss Nass (Brian Blessed) al final de la película.

##### El Ataque de los Clones
En El ataque de los clones, ambientada 10 años después de La amenaza fantasma, R2-D2 vuelve a servir a Obi-Wan y Anakin (Hayden Christensen), quien ahora es el aprendiz Jedi de Obi-Wan. Acompaña a Anakin y Padmé a Naboo, y luego a Tatooine cuando Anakin intenta en vano rescatar a su madre Shmi (Pernilla August) de una manada de Tusken Raiders. Aquí, se reencuentra con C-3PO, y los dos se involucran en varias desventuras en el planeta Geonosis. Más tarde, él y C-3PO son testigos de la boda secreta de Anakin y Padmé.

##### La Venganza de los Sith
En La venganza de los Sith, ambientada tres años después, R2-D2 ayuda a Anakin y Obi-Wan en su misión de rescatar al Canciller Palpatine (Ian McDiarmid) de la nave capital del Conde Dooku (Christopher Lee), la Mano Invisible. Es atacado por súper droides de batalla, pero los derrota mediante tácticas ingeniosas. Después de que Anakin cae al lado oscuro de la Fuerza y se convierte en Darth Vader, se lleva a R2-D2 con él cuando va a asesinar al consejo separatista, pero este le dice que se quede en la nave. Después de que Obi-Wan derrota a Vader en un duelo con sables de luz, R2-D2 lo acompaña a bordo del barco de Padmé, donde es testigo de cómo Padmé muere después de dar a luz a ella y a los hijos de Vader, Luke y Leia.
Después de que Palpatine y Vader derrocaran a la República y establecieran el Imperio Galáctico al final de la película, la memoria de C-3PO se borra para mantener en secreto el conocimiento de la ubicación de Luke y Leia para su padre. Sin embargo, la memoria de R2-D2 no se borra; Como resultado, R2-D2 es el único personaje superviviente al final de la saga que conoce toda la historia de la familia Skywalker. Tanto R2-D2 como C-3PO terminan en posesión del Capitán Raymus Antilles (Rohan Nichol) a bordo del Tantive IV.

#### Trilogía de secuelas

##### El despertar de la fuerza
En Star Wars: El despertar de la fuerza, ambientada aproximadamente 30 años después del Retorno del Jedi, se revela que R2-D2 está almacenado en la base de la Resistencia en el planeta D'Qar, habiéndose puesto en un modo de bajo consumo después de la desaparición de Luke Skywalker. Más tarde despierta y revela la ubicación de Luke combinando los datos del mapa almacenados en su memoria con los del droide BB-8. Luego viaja con Rey y Chewbacca al planeta resaltado en el mapa, donde encuentran a Luke en un exilio autoimpuesto. En los créditos, Kenny Baker fue acreditado como 'consultor de R2-D2', mientras que Jimmy Vee proporcionó una interpretación no acreditada en algunas escenas.

##### Los últimos Jedi
R2-D2 apareció en Star Wars: The Last Jedi, con el actor Jimmy Vee reemplazando a Kenny Baker, quien se retiró del papel debido a su edad y salud. Baker murió en agosto de 2016. 
R2-D2 tiene un papel breve pero fundamental en la película, reuniéndose con Luke a bordo del Halcón Milenario y mostrándole el mensaje de socorro de Leia de la película original en un intento exitoso de convencer a Luke para que entrene a Rey. Más tarde se le muestra interactuando con la computadora del Halcón mientras Rey y Chewbacca pilotean la nave en medio del enfrentamiento final con las fuerzas malvadas de la Primera Orden.

##### El ascenso de Skywalker
R2-D2 regresa una vez más en Star Wars: The Rise of Skywalker. Inicialmente permaneció en la base de la Resistencia, y se le muestra observando a Leia mientras muere. Más tarde juega un papel importante en la restauración de la memoria de C-3PO después de que Rey, Finn (John Boyega) y Poe Dameron (Oscar Isaac) se ven obligados a borrarla para que el droide pueda traducir un artefacto Sith que contiene una pista sobre la ubicación del mundo natal de los Sith y la nueva flota del Palpatine resucitado. R2-D2 acompaña a Poe en su X-wing para el asalto final, y luego se le muestra uniéndose a los demás para celebrar la derrota de Palpatine y los Sith Eternos.

### Películas de antología

#### Rogue One
R2-D2 hace un cameo en Rogue One junto a C-3PO.

### Televisión
R2-D2 y C-3PO tenían su propia serie animada, Star Wars: Droids, ambientada antes de que llegaran a manos de Luke Skywalker. Esto fue excluido del nuevo canon en 2014. También aparecen en los segmentos de acción en vivo y animados del Star Wars Holiday Special. En el segmento animado son rescatados por un misterioso cazarrecompensas, Boba Fett, quien se ofrece a ayudarlos. Más tarde, R2-D2 intercepta una transmisión entre Darth Vader y Fett, confirmándole así a él, a C-3PO y a los demás la verdadera lealtad de Fett.
R2-D2 hace una aparición especial con C-3PO, Luke Skywalker (y Mark Hamill) y Chewbacca en un episodio de The Muppet Show.
R2-D2 aparece en la película animada de 2008 Star Wars: The Clone Wars y en la posterior serie de televisión del mismo nombre. En la película, acompaña a Anakin (con la voz de Matt Lanter) y su padawan Ahsoka Tano (con la voz de Ashley Eckstein) en una misión para rescatar a Rotta, el hijo de Jabba the Hutt. En la serie, les ayuda a luchar contra los separatistas. Apareció anteriormente en Star Wars: Clone Wars, pero esta microserie ha sido excluida del nuevo canon. 
R2-D2 también aparece en Star Wars Rebels en los episodios "Droids in Distress" y "Blood Sisters", y en varios episodios de Star Wars Forces of Destiny.
En el final de la segunda temporada de la serie de Disney+ The Mandalorian, R2-D2 acompaña a Luke Skywalker en su búsqueda de Grogu para entrenarlo como Jedi.
R2-D2 aparece en los episodios sexto y séptimo de la serie derivada de The Mandalorian The Book of Boba Fett. Después de que Grogu decide abandonar su entrenamiento Jedi, Luke hace que R2-D2 lleve a Grogu a Tatooine en su caza estelar X-wing para que pueda reunirse con su guardián, Din Djarin.
R2-D2 hace un cameo en la Parte I de Obi-Wan Kenobi.

## Producción

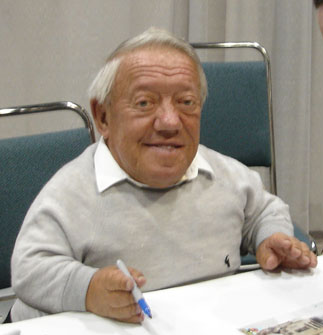
Kenny Baker, intérprete de R2-D2.

Se construyeron varios modelos R2-D2 para las películas originales de Star Wars; uno que era controlado a distancia y rodaba sobre tres patas con ruedas, y otros que llevaba el actor inglés Kenny Baker y caminaban sobre dos patas.  Deep Roy (quien también duplicó a Yoda en varias escenas), sirvió como doble de Baker, tanto en el Episodio V como en el VI; proporcionando acrobacias y supliendo cuando Baker no estaba disponible. Los accesorios originales para Star Wars Episodio IV: Una Nueva Esperanza fueron diseñados por John Stears y construidos por el equipo de Stears y Peteric Engineering. Los droides de fibra de vidrio revisados utilizados en El Imperio Contraataca fue construido por Tony Dyson y White Horse Toy Company. El R2 radiocontrolado fue operado por John Stears en Una nueva esperanza, Brian Johnson en El imperio contraataca y por Kit West en El retorno del Jedi. 

Kenny Baker, quien interpretó a R2-D2 disfrazado, no participó en el especial navideño de Star Wars . R2-D2 fue interpretado íntegramente por una unidad controlada por radio, operada por Mick Garris  (recepcionista de Lucas en ese momento). En los créditos, se acredita que R2-D2 interpretó a sí mismo. Más tarde, Garris pasó a operar el R2-D2 controlado por radio en varios eventos, incluidos los Oscar .

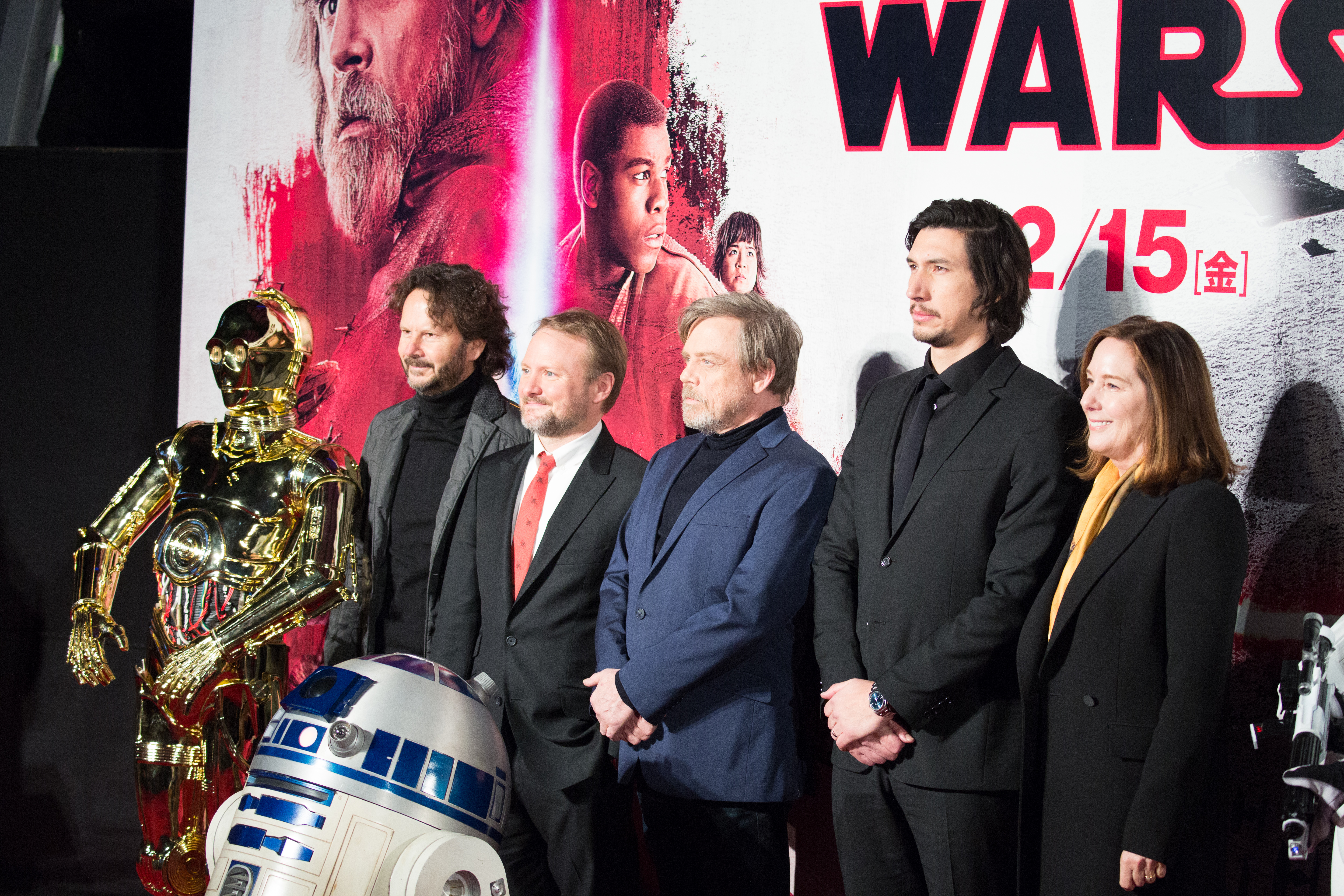
Premiere de Star Wars The Last Jedi con los droides R2-D2 y C-3PO con Ram Bergman, Rian Johnson, Mark Hamill, Adam Driver y Kathleen Kennedy.

Hubo un total de 15 R2-D2 en el set de El ataque de los clones. Ocho eran controlados por radio; dos fueron usados por Baker; el resto eran modelos de acrobacias que podían moverse con hilos de marionetas o remolcarse con cables. Los robots R2-D2 eran propensos a fallar, particularmente durante el rodaje de las escenas de Tatooine en Túnez. 
Las unidades controladas por radio se utilizaron ampliamente para la trilogía Precuela debido a los avances en la tecnología, aunque Baker todavía se usó en algunas escenas. R2-D2 tenía tres operadores principales: Don Bies, Jolyon Bambridge y Grant Imahara.  
Los efectos de sonido para la "voz" de R2-D2 fueron creados por el diseñador de sonido Ben Burtt, utilizando un sintetizador analógico ARP 2600, así como sus propias vocalizaciones procesadas a través de otros efectos.  Los accesorios originales de R2-D2 y C-3PO se utilizan como Audio-Animatronics en el área de cola de la atracción Star Tours – The Adventures Continue de Disneyland .
Aunque se acredita a Kenny Baker, Anthony Daniels (quien interpreta a C-3PO) ha declarado que Baker no filmó ninguna escena en La venganza de los Sith.  El propio Baker ha dicho que probablemente solo aparece en imágenes capturadas durante el rodaje de las dos películas anteriores. 
Para El despertar de la fuerza, la productora Kathleen Kennedy contrató a dos fanáticos, Lee Towersey y Oliver Steeples, para construir nuevos robots R2-D2 para la película, después de quedar impresionados por sus réplicas funcionales que se llevaron a Star Wars Celebration Europe en 2013. Towersey también fue uno de los dos titiriteros, junto con Hassan Taj, que operaron el droide en The Rise of Skywalker.

## Influencia
R2-D2 fue incluido en el Salón de la Fama de los Robots en 2003 en Pittsburgh, Pensilvania. Se puede ver una réplica en el Carnegie Science Center de Pittsburgh. La Institución Smithsonian incluyó a R2-D2 en su lista de 101 objetos que hicieron Estados Unidos. En 2022, R2-D2 fue encuestado como el robot de cine más popular en los Estados Unidos.
El Phalanx CIWS recibe el sobrenombre de R2-D2 debido a la forma de la carcasa del radar.
Marc Rotenberg, del Centro de Información sobre Privacidad Electrónica, calificó a un robot de seguridad destinado a escuelas y centros comerciales como el "gemelo malvado" de R2-D2; William Santana Li, cofundador de la empresa que construyó el robot, dijo que quería que la gente pensara en el robot como "una mezcla de Batman, Minority Report y R2-D2".
R2-D2 y C-3PO fueron estrellas invitadas en dos episodios de Barrio Sésamo en 1980. Los dos droides aparecieron como presentadores en la 50.ª edición de los Premios de la Academia.
En 2015, Hasbro lanzó un juego Bop It utilizando el diseño de R2-D2 el 4 de septiembre de 2015 para "Force Friday". La parte superior de la unidad (su cabeza) se convierte en el botón "Bop It", la parte inferior de su cabeza se convierte en "Twist It" y sus piernas en "Pull It". El juego está basado en la serie Bop It Micro y la voz se reemplaza con grabaciones de voz de C-3PO.
El sistema de navegación del avión SR-71 ha sido llamado cariñosamente R2-D2. El sistema tenía propósitos de navegación similares al R2-D2 y estaba montado detrás del piloto dirigido hacia arriba.
La cúpula del telescopio del Observatorio de Zweibrücken en Alemania fue repintada para parecerse a R2-D2 en 2018.
En el doblaje al español latinoamericano de las películas de Star Wars, el nombre R2-D2 se pronuncia como "Arturito", que suena similar a la pronunciación en inglés.